# Jacques Sternberg
Jacques Sternberg (n. 17  aprilie 1923, Antwerp, Belgia – d. 11 octombrie 2006, Paris) a fost un scriitor francez de science-fiction și fantastique.

## Biografie
Tatăl lui Jacques Sternberg era un tăietor de diamante profesionist din Anvers de origini poloneze care a murit în lagărul de deportare de la Majdanek. Jacques Sternberg a început să scrie la vârsta de 19 ani în genurile fantasy și science-fiction. Debutul lui avea să fie dificil. În 1946, s-a căsătorit cu Troude, care a rămas soția sa până la sfârșitul vieții. În același an s-a născut fiul lor, Jean-Pol, care mai târziu a devenit scriitor sub pseudonimul Lionel Marek. În 1953 a publicat prima sa carte, La Géométrie dans l'impossible împreună cu Eric Losfeld.

###### Sub pseudonimul Jacques Bert:
- La Boite à guenilles - Belgique - le Sablon (1945)
- Jamais je n’aurais cru cela! - Belgique - la Nouvelle revue Belgique (1945)

Romane: 
- Le Délit - Plon  (1954) - reeditare La dernière goutte (2008)
- La Sortie est au fond de l'espace - Denoël (1956)
- L'Employé - Éditions de Minuit (1958)
- L'Architecte - Losfeld (1960)
- La Banlieue - Julliard (1961)
- Un jour ouvrable - Losfeld, Le Terrain vague (1961) - reeditare  La dernière goutte (2009)
- Toi, ma nuit - Losfeld (1965); Gallimard, "Folio"
- Attention, planète habitée - Losfeld (1970)
- Le Cœur froid - Christian Bourgeois (1972)
- Sophie, la mer et la nuit - Albin Michel (1976) - rééd. (2010)
- Le Navigateur - Albin Michel (1976)
- Mai 86 - Albin Michel (1978)
- Suite pour Eveline, sweet Evelin - Albin Michel (1980)
- Agathe et Béatrice, Claire et Dorothée - Albin Michel (1979)
- L'Anonyme - Albin Michel (1982)
- Le Shlemihl - Julliard (1989)

Piese de teatru:
- C'est la guerre, monsieur Gruber - Losfeld (1968)
- Théâtre : Kriss l'emballeur, Une soirée pas comme les autres - Albin Michel (1979)

Eseuri
- Une succursale du fantastique nommée science-fiction - Losfeld (1958)
- Topor - Seghers (1978)

Scrisori deschise:
- Lettre aux gens malheureux et qui ont bien raison de l’être - Losfeld (1972)
- Lettre ouverte aux Terriens - Albin Michel (1974)

Dicționare:
- Dictionnaire du mépris - Calmann-Lévy (1973)
- Dictionnaire des idées revues, illustré par Roland Topor - Denoël (1985)

Eseuri autobiografice:
- A la dérive en dériveur - Julliard (1974)
- Mémoires provisoires - Retz (1977)
- Vivre en survivant - Tchou (1977)
- Profession, mortel : fragments d’autobiographie - Les Belles lettres (2001)

Alte publicații:
- Manuel du parfait petit secrétaire commercial - Losfeld (1960)
- Les Pensées - Le Cherche Midi (1986), colectie de aforisme
- Chroniques de France Soir - Losfeld (1971)
- Les charmes de La publicité - Denoël (1971)
- Graveurs et illustrateurs du rêver la mer - Gallimard (1979)
- Ports en eaux-fortes - Maritimes et d’outre-mer (1980)

Fanzine
Cu "P.S.I", Sternberg este precursorul în Franța a presei subterane în ediție foarte limitată...
- Le petit silence Illustré (1957)